# Confarreatio

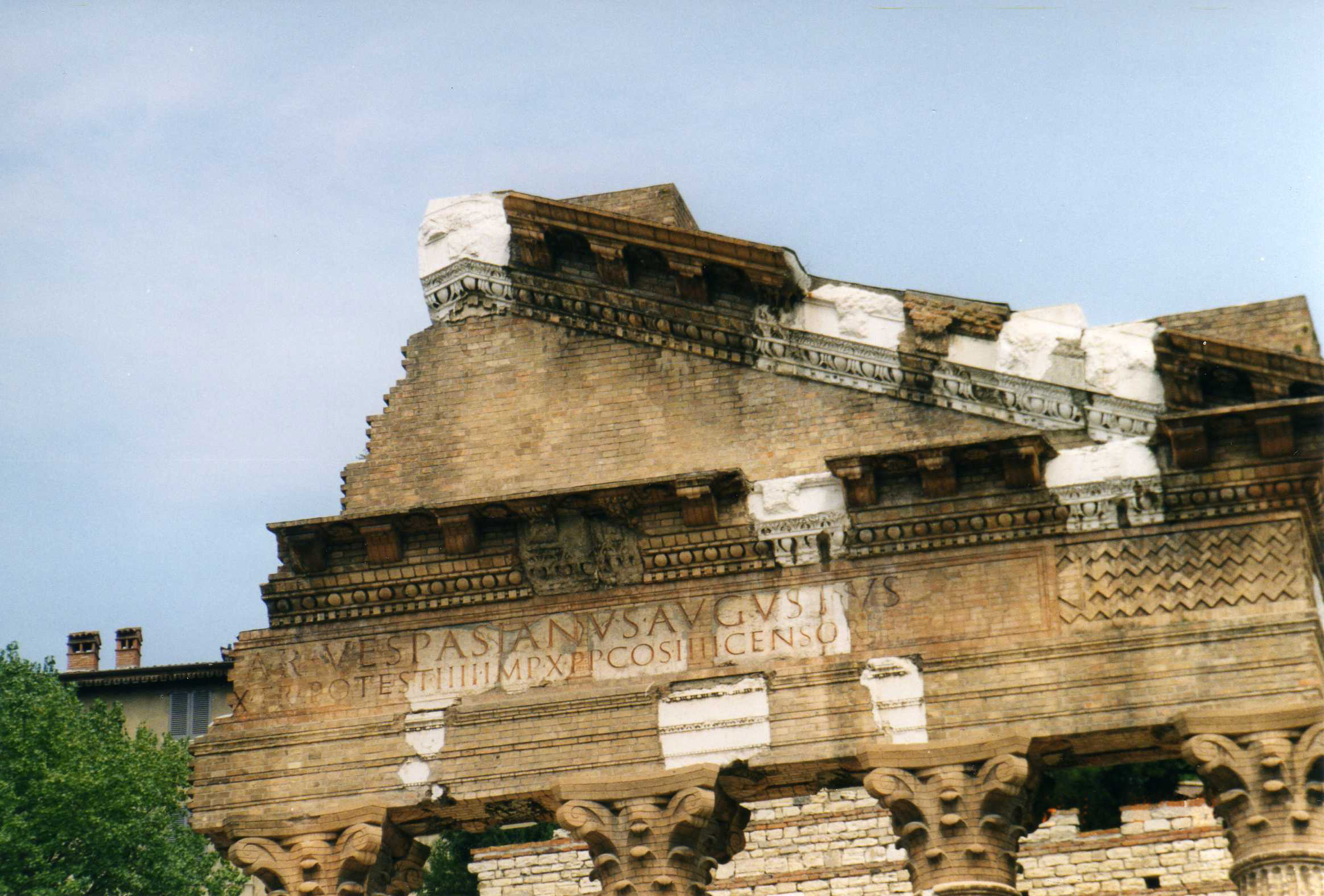
Tempio Capitolino, Brescia

La confarreatio era il rito religioso con il quale si celebrava il matrimonio romano arcaico, che la tradizione faceva risalire a Romolo. La cerimonia era caratterizzata dalla spartizione fra i nubendi di una focaccia di farro, da cui prendeva il nome, e si svolgeva alla presenza di dieci testimoni e forse del Flamen Dialis.
Si distingueva dalla Coemptio matrimonii causa in quanto quest'ultima era una compravendita della donna, all'origine reale, in forza della quale ella passava dalla potestà dell'avente diritto su di lei alla potestà (più propriamente detta manus) del marito o dell'avente diritto su di lui.
Era usata da un numero ristretto di persone, e in particolare da quelle che aspiravano ad alte cariche sacerdotali, per le quali costituiva una condizione essenziale. Riservata in origine ai patrizi, tale forma matrimoniale era, già al tempo di Tiberio, limitata alle nozze del Flamen con la Flaminica, non avendo più negli altri casi effetto civile.

## Il matrimonio romano
Il matrimonio romano si differenzia dal matrimonio moderno per essere sostanzialmente una situazione di fatto, da cui l'ordinamento fa discendere effetti giuridici sia in positivo che in negativo a seconda che si tratti di matrimonium iustum o iniustum e che, in quanto stato di fatto, si può fare cessare ad libitum.

Nell'ordinamento romano il matrimonio è 
(Ulpiano, 5, 2.)
La sussistenza di questi elementi, tuttavia, non basta perché si abbiano iustae nuptiae, vi deve essere concretamente il fatto materiale della convivenza, convivenza che inizia con la deductio della donna nella casa del marito: ecco il matrimonio inteso come stato di fatto disciplinato nelle sue conseguenze dall'ordinamento giuridico. Perché sussista il matrimonio è necessaria non una manifestazione iniziale di volontà ma il continuo esercizio della volontà di condurre il matrimonio.

La deductio, pertanto, non è una formalità costitutiva del matrimonio bensì la prova materiale della esistenza del suo inizio, ancorché accompagnata da cerimonie e feste a seconda dello stato socioeconomico degli sposi. Analogo discorso vale per la confarreatio che non ha funzione costitutiva del matrimonio rimanendo soltanto un rito.

## Il rito dellaconfarreatio
La confarreatio era un rito religioso riservato ai patrizi, che consentiva al marito, o al suo pater familias qualora il marito fosse alieni iuris, di acquisire la manus sulla propria moglie.
Il rito religioso non va confuso con la celebrazione del matrimonio. Infatti, era possibile sposarsi anche senza celebrare questo rito, a patto che gli sposi convivessero e mostrassero affectio maritalis, ma, in mancanza di confarreatio o di altri tipi di riti con la medesima funzione, il marito non poteva esercitare sulla moglie nessun tipo di potere e questa rimaneva legata alla propria famiglia di origine.
Occorre precisare, tuttavia, che in età arcaica il diritto romano non concepiva un matrimonio sine manu, che sarà invece più diffuso in età tarda quando le donne godranno di una condizione di maggiore libertà.

La cerimonia prendeva il nome dalla focaccia di farro (panis farreus) che gli sposi dividevano come simbolo della futura vita comune e consisteva in un sacrificio a Giove Farreo, Iuppiter Farreus.
La confarreatio era riservata esclusivamente ai patrizi e richiedeva la presenza del Pontifex Maximus, del Flamen Dialis e di dieci testimoni nati da matrimoni celebrati con lo stesso rito. Richiedeva, inoltre, molte altre formalità, motivo per il quale fu sostituito in età successiva da altre forme di riti nuziali. Per l'occasione, infatti, doveva essere sacrificata una pecora, la cui pelle, pellis lanata, sarebbe stata impiegata per coprire il sedile su cui gli sposi sedevano durante la cerimonia.
La sposa doveva indossare un velo rosso, flammaeum, che le copriva il capo e successivamente doveva compiere, insieme al marito, tre giri rituali attorno all'altare, percorrendo il tragitto verso destra, motivo per il quale questo rito era detto dexteratio.
 L'unione delle mani degli sposi, dexterarum iunctio, era un gesto tramite il quale questi manifestavano il proprio consenso. La cerimonia si concludeva con la pronuncia della formula rituale ubi tu Gaius ego Gaia (dove tu Gaio [sottinteso: sei, sarai] anche io Gaia [sottinteso: sono, sarò]), che probabilmente segnalava il passaggio della moglie nella famiglia del marito, anche se quest'ipotesi è oggetto di dibattito poiché Gaius è un praenomen e non un nome familiare.
Una volta terminata la cerimonia, la moglie entrava a far parte della famiglia dello sposo ed i suoi diritti si fissavano immediatamente in capo al marito, o al pater familias se lo sposo era alieni iuris, e se sui iuris, diventava immediatamente alieni iuris per effetto della manus. L'immediata conseguenza era il trasferimento del patrimonio della sposa; tuttavia, se la sposa aveva maturato dei debiti, questi non si trasmettevano alla famiglia dello sposo.
Con la confarreatio la donna recideva qualsiasi tipo di legame con la famiglia di origine, precludendosi quindi anche la possibilità di partecipare alle successioni all'interno della sua famiglia.